# Phascolosoma turnerae
Phascolosoma turnerae är en stjärnmaskart som beskrevs av Rice 1985. Phascolosoma turnerae ingår i släktet Phascolosoma och familjen Phascolosomatidae. Inga underarter finns listade i Catalogue of Life.